# Myrosław Reszko
Myrosław Pawłowycz Reszko, ukr. Мирослав Павлович Решко, ros. Мирослав Павлович Решко, Mirosław Pawłowicz Rieszko (ur. 18 sierpnia 1970 w Mukaczewo) – ukraiński piłkarz, grający na pozycji obrońcy, a wcześniej pomocnika lub napastnika.

## Kariera piłkarska

### Kariera klubowa
W 1991 po służbie w wojsku rozpoczął karierę piłkarską w miejscowym zespole Pryładyst Mukaczewo, który w następnym roku zmienił nazwę na Karpaty Mukaczewo. Na początku 1995 wyjechał do Węgier, gdzie został piłkarzem Stadler FC. Po 4 sezonach przeniósł się do stolicznej drużyny Budapesti Vasutas. W 1999 powrócił do Ukrainy, gdzie występował w amatorskich zespołach, m.in. FK Mukaczewo, FK Polana. W 2008 roku w składzie FK Mukaczewo zdobył mistrzostwo obwodu zakarpackiego.

## Sukcesy i odznaczenia

### Sukcesy klubowe
- ćwierćfinalista Pucharu Węgier: 1995